# 19台
19台（英語：Channel 19）是香港無綫網絡電視（2013年前身為無綫收費電視）擁有的一條體育頻道。
該頻道為上鎖頻道，同時只限適合18歲或以上及已預先登記的觀眾解鎖收看。

## 記事
2014年6月13日深夜2點，該頻道以「19台」和分別作為中文和英文的頻道名稱正式開播，同時正式在香港透過無綫網絡電視和now寬頻電視分別使用第19頻道和第819頻道及第839頻道收看，同時首個直播節目是《2014 FIFA 巴西世界盃－開幕嘉年華 巴西對克羅地亞》。
19台為當屆世界盃而設，但有别於體育台的專業評述，本頻道以娛樂掛帥，並以貼近球迷作號召，提供非專業的實況評論，直播期間主持人和嘉賓更會直喧粗口(台號本身實際上也跟廣東話的粗口近音)，因此本台只容許十八歲以上觀衆收看，屬鎖碼頻道。
本台屬短期頻道，在世界盃結束後，本台已於2014年7月14日上午8時30分正式停播。

## 節目
該頻道設立的目的是在無綫電視翡翠台、明珠台、高清翡翠台及無綫網絡電視TVB Window、TVB體育台直播《2014 FIFA 世界盃》期間，同步播放節目《低俗講波團》，為無綫網路電視客戶提供另一個收看球賽節目的選擇。

### 低俗講波團
《低俗講波團》以「低俗、輕鬆講波」為賣點，以區別採用專業足球評述員當評述的其他頻道直播。由於是上鎖頻道節目，節目對於主持人言論（包括粗口）不設任何限制。不過礙於電視尺度，主持人多以諧音代替。球賽女郎World Cup Girls也會以健康性感的衣着登場。除原有主持外，節目亦安排體育節目主持崔錦棠、余德丞、吳紀恩加入，負責即場評述賽事。
球賽直播期間，設有雙聲道廣播，第1聲道以原音播放，第2聲道則播放和翡翠台、高清翡翠台、TVB Window、TVB體育台同步的專業足球評述。開賽前，主持會就賽事表達個人意見，及參考賠率競猜賽果，並播出其他藝人競猜的訪問影片。賽事之間會由大廚進行烹飪示範，或由World Cup Girls進行遊戲及集體表演等環節。最後一場賽事結束後，當天演出的World Cup Girls會進行拉票，由主持選出4名MVP，送出贊助商的禮物。
32強第三輪賽事起，賽事完結後則改為重溫精華片段，主持亦會作出總結及預測下一場賽事。導演以World Cup Girls在鏡頭前後的整體表現選出MVP。
32強第三輪賽事，因為同組兩場賽事同時進行，主持在前一天節目結束前進行投票決定播放內容。
值得留意的是，由於是和體育台同步播放，官方節目表採用的節目名稱和體育台相同，並加上附註「低俗講波/專業評述」；而節目片頭的最後，才把節目名稱換作《低俗講波團》。至於由主持預先錄影的當天賽事預告片，則維持採用《低俗講波團》的標誌。

#### 主持
9大主持人
除了開幕禮外，各主持根據檔期輪流主持，每一場賽事只有3至6人主持。
- 黃毓民（「教授」）
  - 由於黃毓民須出席立法會會議，及擔任網上電台MyRadio的客席主持，平均一天只主持一場賽事
- 盧覓雪（「雪雪」/Michelle）
- 泰臣
- C君
- 陸永
  - 於6月26日首次主持節目
  - 曾一度傳出因形象問題退出；根據《低俗背後》的內容，陸永在佛山為劇集趕工，而延後加入
- 陸浩明（6號）
- 黎國輝（阿感）
- 衛志豪（Michael）
- 吳雲甫（奧雲）

評述員
- 崔錦棠（Tony）
- 吳紀恩
- 余德丞（Dickson）

#### World Cup Girls
除開幕禮外，每一晚有6至8名World Cup Girls輪流參與。
- 楊卓欣（小車）
- 陳麗欣（Sa Sa）
- 陳詠珊（Karena）
- 張凱婷（Niki）
- 張芷瑜（Kelly）
- 麥當娜（Madonna）
- 吳寶玲（大車）
- 沈伊晴（Steph）
- 蘇珊（小小蘇）
- 蔡麗妍（Moon）
- 曾雨晴（B J）
- 曾子凌（子凌）
- 陳嘉嘉（Carmen）
- 馮凱懿（Ruby）
- 李敏嘉（A B）
- 馬嘉韻（Mars）
- 朱婉禎（天使）
- 梁寶允（Lydia）
- 楊民翠（點點）
- 黃靖雯（阿細）
- 謝欣穎（Teris）
- 黃佩珊（Coral）
- 黃卓瑩（Yuki）
- 殷婉姍（Angelina）
- 李珈立（Barbie）
- 伍珠紅（Erika）
- 區可兒（Rainie）
- 劉詩雅（詩雅）
- 黃凱怡（Giny）
- 黎子嘉（芊洋）

#### 嘉賓
（日期以直播節目開播時間為準）
6月12日：無
6月13至15日：莫家淦
6月16日：莫家淦、梁烈唯
6月17日：莫家淦
6月18至19日：莫家淦、游莨維
6月20至7月13日（除6月27日及7月2、3、6—8、11、12日沒有賽事）：莫家淦
7月14日：莫家淦、李綺雯

### 低俗背後
重播TVB娛樂新聞台世界盃和World Cup Girls記者招待會的相關採訪片段；另由莫家淦以娛樂新聞主播的身分，直擊低俗講波團的台前幕後。
本節目從十六強賽事開始，在第一場賽事後播出；如賽事須加時進行，則暫停播放。

#### 主持
- 莫家淦

### 世界盃：賽事精華
播放非當日賽事的精華片段。剪輯自《低俗講波團》的賽後精華重溫。
於《低俗背後》後播出（重播時則在第二場賽事後播出）；如比賽加時，則暫停播放。